# کوک‌اوزک (شهرستان اورجار)
کوک‌اوزک (قزاقی: Кокозек) یک شهرک در استان آبای کشور قزاقستان است.